# Ла-Сентер (Вашингтон)
Ла-Сентер (англ. La Center) — місто (англ. city) в США, в окрузі Кларк штату Вашингтон. Населення — 3424 особи (2020).

## Географія
Ла-Сентер розташована за координатами 45°51′59″ пн. ш. 122°40′0″ зх. д. / 45.86639° пн. ш. 122.66667° зх. д. (45.866384, -122.666681).  За даними Бюро перепису населення США в 2010 році місто мало площу 3,31 км², з яких 3,29 км² — суходіл та 0,02 км² — водойми. В 2017 році площа становила 6,16 км², з яких 6,13 км² — суходіл та 0,02 км² — водойми.

## Демографія
Згідно з переписом 2010 року, у місті мешкало 2800 осіб у 942 домогосподарствах у складі 804 родин. Густота населення становила 846 осіб/км².  Було 981 помешкання (296/км²).
Расовий склад населення:
| - 91,3 % — білих - 1,9 % — азіатів - 1,0 % — чорних або афроамериканців - 0,8 % — корінних американців - 1,5 % — осіб інших рас |

До двох чи більше рас належало 3,4 %. Частка іспаномовних становила 4,6 % від усіх жителів.
За віковим діапазоном населення розподілялося таким чином: 30,7 % — особи молодші 18 років, 59,9 % — особи у віці 18—64 років, 9,4 % — особи у віці 65 років та старші. Медіана віку мешканця становила 36,6 року. На 100 осіб жіночої статі у місті припадало 96,9 чоловіків;  на 100 жінок у віці від 18 років та старших — 96,1 чоловіків також старших 18 років.
Середній дохід на одне домашнє господарство  становив 87 068 доларів США (медіана — 75 313), а середній дохід на одну сім'ю — 96 818 доларів (медіана — 85 147). За межею бідності перебувало 5,6 % осіб, у тому числі 7,5 % дітей у віці до 18 років та 1,7 % осіб у віці 65 років та старших.
Цивільне працевлаштоване населення становило 1358 осіб. Основні галузі зайнятості: освіта, охорона здоров'я та соціальна допомога — 24,2 %, будівництво — 10,1 %, науковці, спеціалісти, менеджери — 9,8 %.